# Дарам (Њу Хемпшир)
Дарам (енгл. Durham) насељено је место без административног статуса у америчкој савезној држави Њу Хемпшир.

## Демографија
По попису из 2010. године број становника је 10.345, што је 1.321 (14,6%) становника више него 2000. године.
| Група             | 2000.         | 2010.         |
| Белци             | 8.339 (92,4%) | 9.472 (91,6%) |
| Афроамериканци    | 75 (0,8%)     | 107 (1,0%)    |
| Азијати           | 357 (4,0%)    | 377 (3,6%)    |
| Хиспаноамериканци | 118 (1,3%)    | 235 (2,3%)    |
| Укупно            | 9.024         | 10.345        |